# Títulos bizantinos

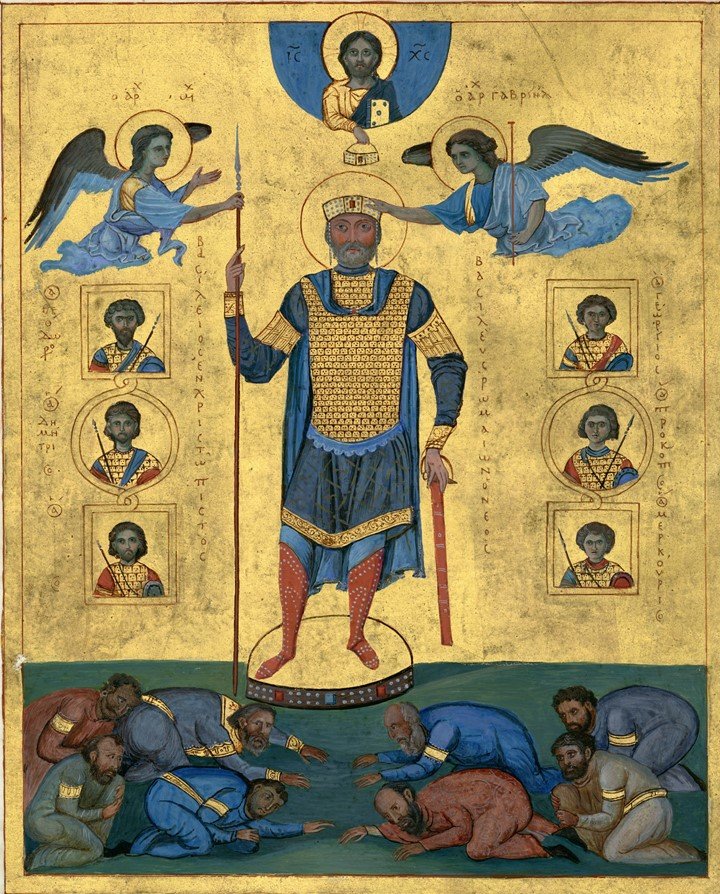
Imagem do imperador, representando a Coroa Imperial concedida por Anjos

O Império Bizantino tinha um sistema complexo de títulos nobiliárquicos stricto sensu e outros que correspondiam a cargos na administração. A maior parte dos cargos e dos títulos era meramente honorífica, uma vez que só o imperador governava. Ao longo dos mais de mil anos de existência do império, diversos títulos foram criados enquanto outros caíam em desuso, consoante as variações no prestígio de cada um ou as decisões de cada imperador. Inicialmente os diversos títulos eram os mesmo do Império Romano tardio, uma vez que o Império Bizantino não se distinguia de Roma. Já na época de Heráclio, no século VII, muitos dos títulos nobiliárquicos se tinham tornado obsoletos; na altura de Aleixo I Comneno muitos dos cargos ou eram novos ou tinham sido radicalmente redefinidos, conservando-se desse modo até à queda de Constantinopla em 1453.

## Títulos nobiliárquicos

### Títulos imperiais
- Basileu (Βασιλεύς) — a palavra grega para "soberano" que, de início, era utilizada para identificar qualquer rei nas regiões helenófonas no Império Romano. Era também usada em relação aos imperadores do Império Sassânida. Heráclio adoptou-a para substituir a antiga expressão em latim Augusto em 629, e assim tornou-se a palavra grega para "imperador".

Heráclio usou ainda os títulos de autocrator (αυτοκράτωρ — "autocrata," "governante único") e kyrios (κύριος — "senhor"). Os bizantinos reservavam o título de "basileu", entre os governantes cristãos, para o imperador em Constantinopla, e referiam-se aos reis da Europa Ocidental como "rigas", uma forma helenizada da palavra latina "rex" (=rei). O feminino basilissa identificava a imperatriz reinante. As imperatrizes eram apelidadas "Eusebestati Augusta" (=Augusta muito piedosa), e também Kyria (=Senhora) ou despoina (o feminino de "déspota", ver infra).
Basileopátor era um título honorífico atribuído ao "pai" de um imperador, embora o basileopátor não tivesse de ser de facto o pai do imperador. O primeiro basileopátor foi Zautzes, um aristocrata da época de Leão VI, o Sábio; Romano I Lecapeno também usou o título quando era regente em nome de Constantino VII.
O direito de primogenitura, ou sequer de hereditariedade, nunca foi claramente estabelecido para a sucessão imperial bizantina, porque em princípio o imperador romano era escolhido pelo senado, pelo Povo e pelo exército. Era algo profundamente arreigado na tradição "republicana" de Roma, segundo a qual se rejeitava a monarquia hereditária e o imperador encarnava os diversos cargos da república em uma só pessoa. Muitos imperadores, desejosos de assegurar o direito dos seus primogénitos ao trono, faziam-nos coroar coimperadores ainda na infância, garantindo assim que por sua morte o trono não ficaria momentaneamente vago. Quando isto sucedia não se levantava a questão da sucessão. Outras ocasiões houve em que um imperador ascendia ao trono por se casar com a viúva do antecessor, ou depois de obrigar o antecessor a abdicar e a tomar votos monásticos. Outros imperadores foram depostos por terem demonstrado inépcia, como depois de uma derrota militar, ou simplesmente assassinados. São estas as razões por que o basileopator podia não ter sido ele próprio um imperador.
- Porfirogénito (πορφυρογέννητος) — "nascido na púrpura": Os imperadores que desejavam realçar a legitimidade da sua ascendência e, por conseguinte, do seu direito trono, acrescentavam este título que significava que tinham nascido na "Pórfira" (a divisão do palácio imperial onde se davam os partos das imperatrizes e que era revestido com lajes de mármore púrpura) quando o seu pai era um imperador reinante. Constantino VII é vulgarmente cognominado "Porfirogénito".
- Autocrator (Αυτοκράτωρ) — "Autocrata", este título começou por ser equivalente a Imperator e era usado pelos imperadores.
- Sebasto (em grego: Σεβαστός; romaniz.: sebastos). Este título é a tradução literal para grego da expressão latina Augusto, e era usado pelos imperadores. Com  Aleixo I Comneno tornou-se menos importante devido à criação do título de protosebasto. O feminino era sebaste ("η Σεβαστή").
- Déspota (em grego: Δεσπότης; romaniz.: despotes) – Este título foi criado por Manuel I Comneno no século XII como o mais elevado na hierarquia, imediatamente a seguir ao imperador. Um déspota podia governar um despotado; por exemplo, o Despotado da Moreia, com capital em Mistra, era governado pelo herdeiro do trono bizantino a partir de 1261. O feminino, despoina, referia-se ou a uma governante ou à esposa do déspota.
- Sebastocrator (Σεβαστοκράτωρ) – "Majestoso Governante" foi um título criado por Aleixo I como uma combinação de autokrator e de sebasto. O primeiro sebastocrator foi Isaac, irmão de Aleixo; não tinha qualquer conteúdo especial, significando apenas uma relação pessoal muito próxima com o imperador. O feminino era sebastocratorissa.
- César (Καίσαρ) - era inicialmente empregado como o fora no Império Romano tardio para designar um coimperador subordinado ou o herdeiro presuntivo do trono. Quando Aleixo I criou sebastocrator, césar tornou-se o terceiro título em importância, e quarto quando Manuel I criou déspota. O feminino era cesarina.
- Panipersebasto (em grego: Πανυπερσέβαστος; romaniz.: panhypersebastos), e protosebasto (em grego: Πρωτοσέβαστος; romaniz.: protosebastos) – derivações de sebasto ("majestade"). Aleixo e outros imperadores posteriores criaram uma grande quantidade de títulos acrescentando pan ("tudo"), hiper ("super"), proto ("primeiro"), e outros prefixos a títulos já existentes, como sebasto nestes casos.

Déspota, sebastocrator, césar, panipersebasto e protosebasto eram títulos normalmente reservados a elementos da família imperial, e distinguiam-se através da indumentária e das coroas. Podiam, no entanto, ser concedidos a estrangeiros. O primeiro déspota foi precisamente um não-grego, Béla III da Hungria, com o significado que o império considerava o Reino da Hungria um tributário seu. O primeiro estrangeiro a ser chamado sebastocrator foi Estêvão Nêmania da Sérvia, quando o título lhe foi concedido em 1191. Joanitzes da Bulgária também o tinha. Justiniano II designou Tervel, cã dos Búlgaros, césar em 705; o título está na base da palavra "czar", que nas línguas eslavas significa rei. Andrónico II Paleólogo também designou Rogério de Flor, comandante da Companhia Catalã, césar em 1304. protosebasto foi concedido a Enrico Dandolo, Doge de Veneza, antes do seu envolvimento na Quarta Cruzada.
Nos séculos finais do império, os imperadores bizantinos eram também apelidados de cronocrator (kronokrator; χρονοκράτωρ) e de cosmocrator (Kosmokrator; κοσμοκράτωρ) — literalmente, "Senhor do Tempo" e "Senhor do Universo".

### Títulos cortesãos

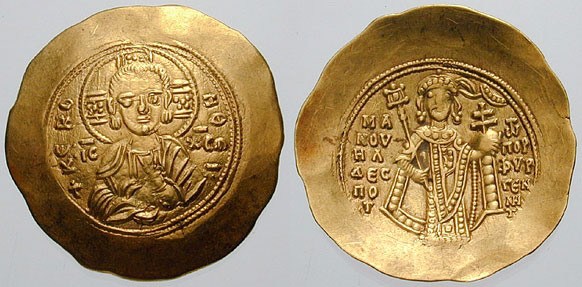
O reverso deste hipérpiro de r. indica o seu título, porfirogénito.

- Panipersebasto, protoproedro (ou protonotário) – exemplos dos extensos títulos criados através da prefixação. Estes títulos cabiam aos membros da família imperial depois da reforma de Aleixo I, significando proximidade pessoal ao imperador, mas desprovidos de poder efectivo.
- Protovestiário (em grego: πρωτοβεστιάριος; romaniz.: protovestiarios; "Primeiro Vestiarios"; plural: protovestiarioi) - normalmente um parente distante do imperador, encarregado do guarda-roupa do imperador, em especial durante campanhas militares. Por vezes também era responsável por outros membros da casa imperial e pelas finanças pessoais do imperador. O termo mais antigo, anterior à época de Justiniano I, era curopalata. Derivava de curador, um funcionário encarregado de assuntos contabilísticos. O vestarca era um funcionário subordinado. Os protovestiários e vestiaria desempenhavam as mesmas funções junto da imperatriz.

Os bizantinos também atribuiam títulos nobiliárquicos a membros secundários da família imperial e da aristocracia, adoptados a partir de palavras em latim e mais ou menos equivalentes às formas ocidentais com origens nessas mesmas palavras: 
- príncipe (princeps),
- Duque (dux)
- Conde (comes)

Havia também:
- Clisurarca (marquês)
- Apoconde (visconde)
- Ácrita (krites - barão)

Os títulos para os nobres que desempenhavam funções na residência imperial eram:
- Paracemomeno (guarda pessoal)
- pancernes (copeiro)
- Conostaulo
  - Grande conostaulo ("estribeiro-mor", o encarregado das cavalariças do imperador).

## Títulos militares

### Exército
- Exarca - Os exarcas eram governadores de regiões remotas do império como a Itália ou a África. Gozavam de maior independência que os demais governadores de província, combinando a autoridade civil com a militar e agindo praticamente como vice-reis.
- Doméstico – os domésticos eram originalmente guardas imperiais que vieram a tornar-se generais nos temas Incluíam:
  - Grande doméstico - o comandante em chefe do exército.
  - Doméstico das escolas – o comandante das escolas palatinas, inicialmente unidades da guarda e mais tarde Tagma. Era um título extremamente prestigioso e que significava muito poder, ao contrário de outros cargos.
  - Doméstico dos temas (Doméstico dos temas) – o comandante e administrador dos temas militares; havia um para os temas europeus e outros para os temas asiáticos.
- Estratego – comandante militar de um tema, que normalmente também tinha o título de duque. A palavra é globalmente equivalente a "general" ou a "almirante", uma vez que também era utilizada na Marinha.
- Hípato - o governante de uma cidade-estado tirrena, normalmente traduzido como cônsul.
- Turmarca – o comandante de uma turma, uma unidade militar.
- Protoespatário – um oficial superior da guarda imperial. O espatário estava-lhe subordinado.
- Protoestrator – inicialmente o estribeiro-mor do imperador, a palavra passou a ser usada para o comandante do exército.
- Estratopedarca (Mestre de Campo) – o comandante do exército em campanha, a quem cabiam também poderes jurídicos.
- Hoplitarca ou arcegeta - comandante da infantaria de um exército numeroso.
- Protocentarca e centarca - comandantes de unidades menores de um exército em campanha. A palavra derivava de centurião.
- Merarca - comandante de uma divisão de cavalaria (meros).
- Taxiarca ou quiliarca - comandante de uma unidade de infantaria (taxiarquia ou quiliarquia).

### Marinha
- Mega-duque (megas doux) - cabia-lhe a organização dos temas navais bizantinos. Era com certeza uma das poucas pessoas a saber, em um dado momento, o segredo da composição do fogo grego. Perto do final da dinastia paleóloga o grão-duque chefiava não só a Marinha como o governo e a administração central.
  - Grande drungário - um subordinado do mega-duque.
  - Drungário - oficial do exército e da marinha. Um versão ligeiramente superior do drungário era o drungário-conde (drungarocomes).
- Catepano (em grego:  katepano) – o governador de um tema naval, tal como o Catapanato da Itália, um título que surgiu no século IX.

### Outros títulos militares
- Etnarca - comandante de tropas estrangeiras.
- Contostaulo - Forma grega do conde do estábulo (em latim: comes stabuli), que viria a ser em português "condestável" - o comandante dos mercenários Francos.
- Heteriarca – o comandante da Hetaireia, a guarda imperial originalmente constituída por mercenários bárbaros.
- Acóluto - "Acólito," o comandante da guarda varegue.
- Espatarocandidato – outro título varegue.
- Manglabita ou manglavita – mais um título Varegue.
- Topoterita – comandante adjunto, normalmente atribuído a estrangeiros.

## Cargos administrativos
A vasta burocracia bizantina tinha diversos cargos e títulos, mais variados ainda que os títulos nobiliárquicos ou militares. Em Constantinopla havia, permanentemente, centenas, se não milhares, de funcionários. os cargos que se seguem eram os mais comuns, incluindo-se cargos de plebeus que serviam directamente o imperador.
- Prefeito pretoriano – O prefeito pretoriano era um antigo título romano para os comandantes dos exércitos em cada metade - Ocidental e Oriental - do Império. Foi extinto no século VII, por o Império Romano do Ocidente já não existir. O título evoluiu para se tornar no doméstico. Depois das reformas de Diocleciano, as funções do prefeito ganharam uma nova dimensão; eram agora administrativas, financeiras, judicias e mesmo legislativas. Os governadores de província eram nomeados por recomendação sua, e eram responsáveis perante ele, embora a última palavra coubesse ao imperador. Recebia relatórios da administração das províncias com regularidade. Competia-lhe providenciar o pagamento e o abastecimento do exército. Era também juiz de recurso, e as sentenças do seu tribunal não admitiam recurso para o imperador. Podia, por autoridade própria, publicar éditos pretorianos, mas que se destinavam apenas a regulamentar matérias em pormenor.
- Protoasecretes - um título arcaico para o chefe da chancelaria, responsável pela conservação dos arquivos dos documentos oficiais. O asecretes era um seu subordinado. Outros subordinados incluíam o cartulário (o encarregado dos documentos), o castrínsio (um camareiro do palácio), o místico (secretário particular) e o eidicos (um funcionário do Tesouro).
- Logótetas - secretários da burocracia alargada, desempenhavam funções diferentes consoante a posição que ocupavam, nunca deixando de ser os funcionários mais importantes.

Os logótetas gozavam de muita influência junto do imperador, mas foram perdendo poder até se tornarem postos honoríficos. No império tardio o grande logóteta tornou-se o mesazonte ("gerente" ou, literalmente, "intermediário").
Outros administradores incluíam:
- Prefeito urbano – um funcionário inferior em Constantinopla, responsável pela administração municipal.
- Questor – inicialmente um funcionário jurídico e financeiro, cujas funções perderam importância com o advento dos logótetas.
- Tribuno – o equivalente ao tribuno romano; responsável pela manutenção das estradas, dos monumentos e dos edifícios em Constantinopla.
- Mestre (mestre dos ofícios, mestre dos soldados, mestre da infantaria) – uma antiga palavra romana; na época de Heráclio já estava em desuso.
- Sacelário – no tempo de Heráclio era um supervisor honorário dos demais administradores e funcionários.
- Pretor – começaram por ser funcionários de Constantinopla, encarregados da tributação; depois da reforma de Aleixo I tornaram-se governadores de um tema.
- Céfalo, o governador civil de uma cidade bizantina.
- Tabulário ( Tαβουλλάριος, Tavoularioi, Tavoularis) - O equivalente atual ao notário público. Do latim "tabula". Eles redigiam documentos legais, transações autenticadas e atos jurídicos certificados. Todos pertenciam a uma guilda profissional, que, apesar de ter constituído uma entidade privada, estava sob o controle direto do Estado. Eles eram obrigados a ter excelente domínio de grego e latim, uma boa caligrafia e bons conhecimentos jurídicos. O termo deriva do romano tabulário, local que funcionava como arquivo oficial, custodiava as leis e atas oficiais do estado romano. Passou, assim, a designar os antigos oficiais romanos ali lotados, que eram encarregados de confeccionar listas de impostos, atuar como escrevente ou secretário dos magistrados romanos, até chegar ao conceito bizantino de notário.
- Horeiário – os encarregados de distribuir os alimentos dos celeiros do Estado.

Os protoasecretas, logótetas, prefeitos, pretores, questores, mestres e sacelários, entre outros, eram membros do senado, até que a própria instituição caiu em desuso sob o reinado de Heráclio.